# Fettsäureester
Fettsäureester sind eine umfangreiche Stoffgruppe organisch-chemischer Verbindungen, die eine Estergruppe enthalten, sich von den Fettsäuren  – langkettigen Carbonsäuren – ableiten, und damit zu den Carbonsäureestern zählen.

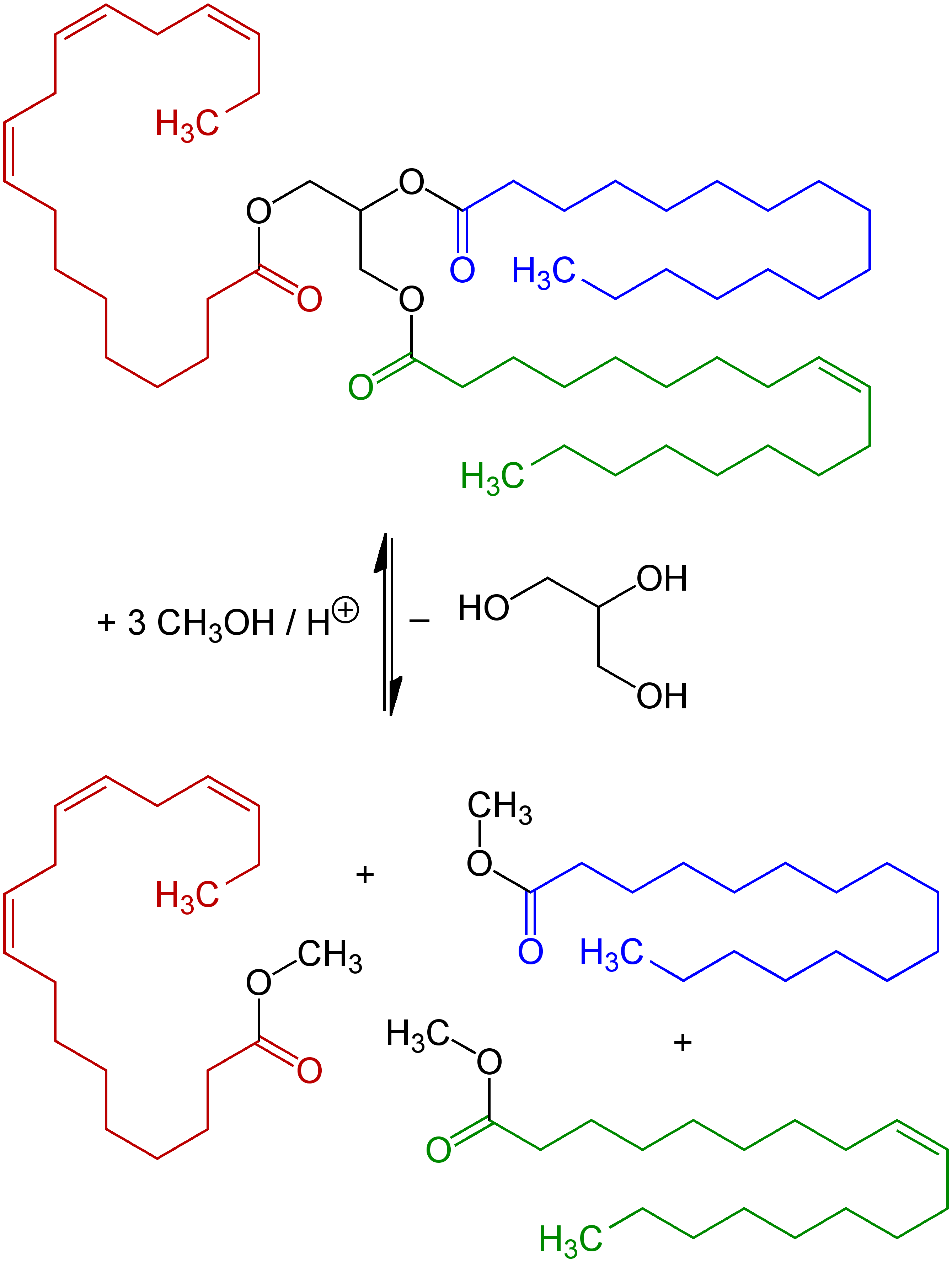
Beispiel für die säurekatalysierte Umesterung eines natürlichen Triglycerids (oben) in Fetten und Ölen. Der blau markierte Fettsäurerest ist gesättigt, der grün markierte ist einfach, der rot markierte dreifach ungesättigt. Bei der Gleichgewichtsreaktion wird Glycerin abgespalten und es entsteht FAME (unten), ein Gemisch von Fettsäuremethylestern, im Beispiel drei verschiedene.

## Vorkommen
Fette und Öle – in der Natur weit verbreitet und häufig als Lebensmittel genutzt – sind Fettsäureester, genauer Triglyceride, also Triester des dreiwertigen Alkohols Glycerin.

Palmitinsäuremyricylester – ein Inhaltsstoff von Bienenwachs.

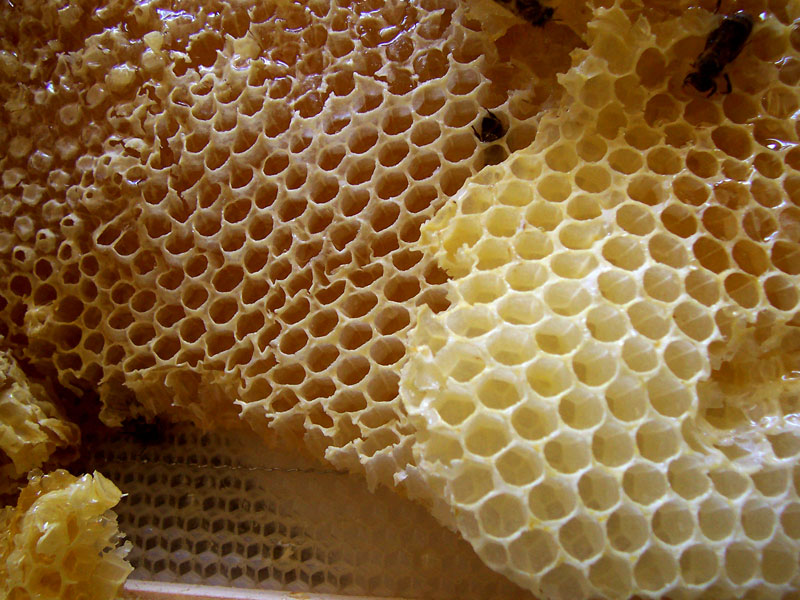
Bienenwachs

Die Fettsäureester in den Triglyceriden können gleich oder verschieden sein.  Hauptbestandteil von Bienenwachs sind gesättigte Fettsäureester der Cerotinsäure und Palmitinsäure eines Fettalkohols mit der Summenformel C30H62O. Cholesterol wird im menschlichen Körper als Fettsäureester transportiert und gespeichert.

## Herstellung
Fettsäureester, die keine Triester des Glycerins sind, werden vorwiegend aus natürlich vorkommenden Fetten oder Ölen hergestellt. Die wichtigsten Fettsäureester sind dabei die Fettsäuremethylester (FAME), die durch Umesterung aus Triglyceriden synthetisiert werden.

## Verwendung
Naturprodukte, die als Lebensmittel erhebliche  Bedeutung besitzen, sind beispielsweise Kokosfett, Olivenöl, Palmöl, Rapsöl und Sonnenblumenöl.– Die Verseifung der natürlichen Fette und Öle mit Natronlauge liefert Natriumseife (Kernseife), die als Reinigungsmittel und in der Kosmetik breite Anwendung findet. Daneben fällt Glycerin an. Die katalytische Hydrierung von Triglyceriden liefert Glycerin und Fettalkohole. Letztere sind ein wichtiger Rohstoff für die Synthese von Tensiden für kosmetische Anwendungen. Gemische von Fettsäuremethylestern (FAME) werden als Biodiesel oder dem Diesel-Kraftstoff beigesetzt.

Strukturformel von Saccharosestearat einem Zuckerester der Stearinsäure.

Zuckerester von Fettsäuren werden als Emulgatoren bzw. ein Mehlbehandlungsmittel bei Gebäcken (Kuchen, Blätterteig), sowie unter anderem auch für Süßwaren, Speiseeis, nicht alkoholische und alkoholische Getränke (außer Bier und Wein, da dies bestimmte gesetzliche Vorschriften verbieten) und für die Oberflächenbehandlung von Obst verwendet. In der EU sind Zuckerester von Speisefettsäuren als Lebensmittelzusatzstoff der Nummer E 473 zugelassen.

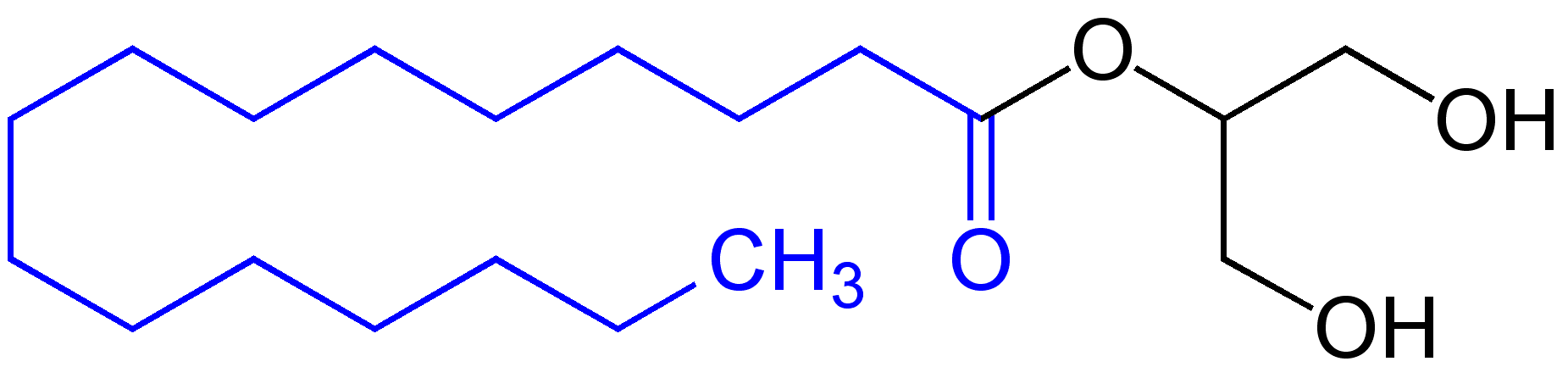
Monoglycerid, hier mit einem gesättigten Fettsäurerest (blau markiert).

Weiter wird es als Biomarker für den Konsum von Ethanol eingesetzt.

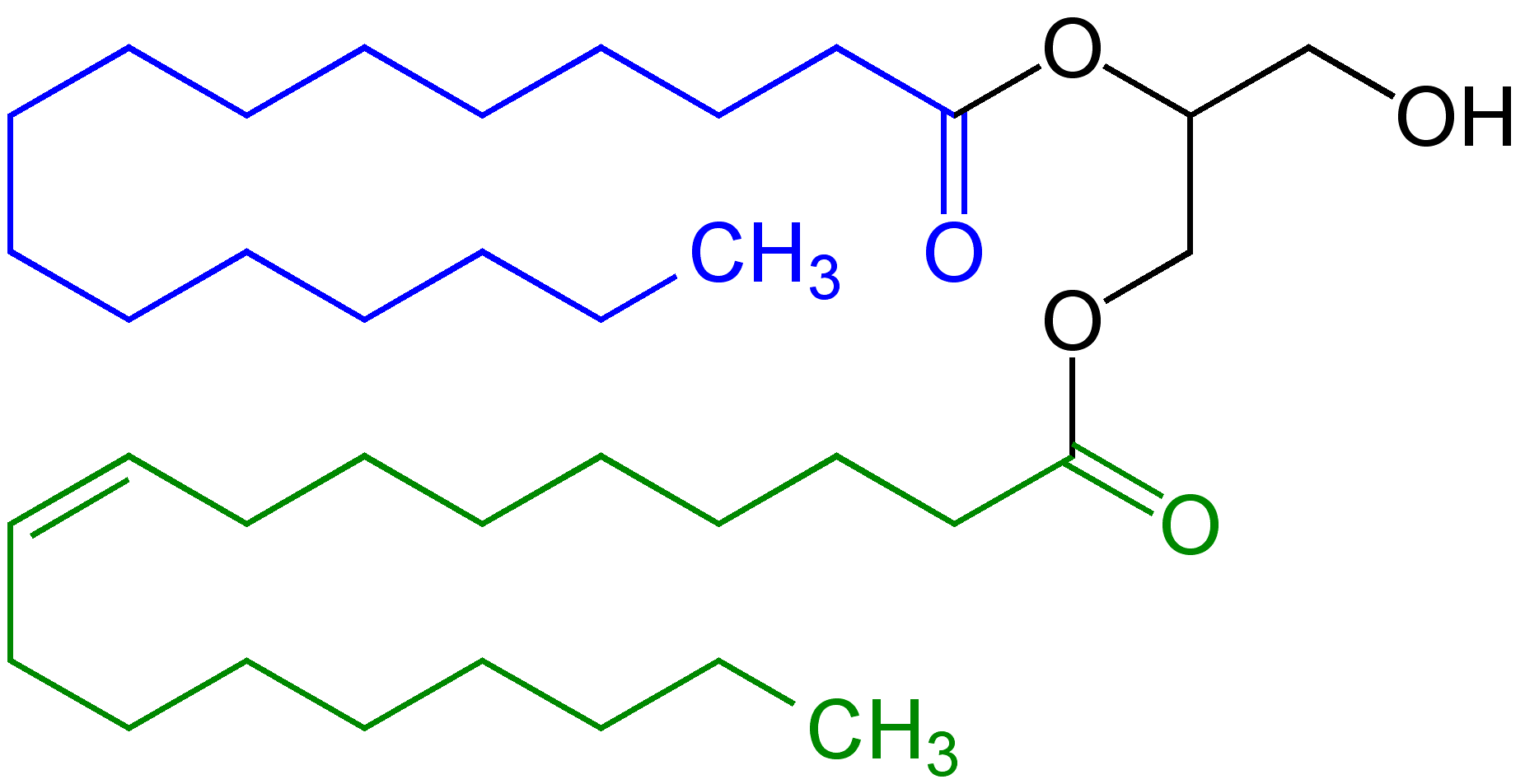
Diglycerid, hier mit einem gesättigten Fettsäurerest (blau markiert) und einem ungesättigten Fettsäurerest (grün markiert).

Mono- und Diglyceride von Speisefettsäuren werden vor allem als Emulgatoren bei der Erzeugung von Back- und Konditoreiwaren, Schokoladenprodukten, Margarine, Säuglingsnahrung, Kakaopulver, Milchpulver, Kartoffelpüree, Reis und Nudeln eingesetzt.